# Bracon imbricatellus
Bracon imbricatellus är en stekelart som beskrevs av Vladimir Ivanovich Tobias 2000. Bracon imbricatellus ingår i släktet Bracon och familjen bracksteklar. Inga underarter finns listade.